# Vlag van Castilië en León

Vlag van Castilië en León (ratio 76:99)

De vlag van Castilië en León toont het symbool van Castilië en dat van León, respectievelijk een gouden toren op een rode achtergrond en een gekroonde roze leeuw op een witte of grijze achtergrond. Beide symbolen zijn tweemaal op de vlag geplaatst. De vlag gaat terug tot 1230, toen León en Castilië onder het gezag van dezelfde koning vielen (zie het artikel Koninkrijk León). Sindsdien zijn slechts enkele details aangepast, hoewel de vlag in bepaalde periodes in de geschiedenis niet in gebruik was. De vlag werd op 25 februari 1983 officieel aangenomen.